# 大金塊
『大金塊』（だいきんかい）は月刊娯楽雑誌「少年倶楽部」（大日本雄辯會講談社）に、1939年1月から1940年2月にかけて連載された江戸川乱歩作の少年向け推理小説シリーズの第4話目である。

## 概要
前作『怪人二十面相』から『妖怪博士』までの二十面相ものとは無関係の事件。明智小五郎・少年探偵団は登場するが怪人二十面相が登場しないためか、戦前の大日本雄辯會講談社オリジナル以外、単行本化が後回しにされる場合が多い。
戦後の講談社「江戸川乱歩推理文庫」では第43巻『超人ニコラ／大金塊』で、最後の長編「超人ニコラ」のあとに併録という扱い。ポプラ社文庫「少年探偵」でも掌編やリライトものより更にあとの第68巻である。

## 今回の敵
- 黄金窃盗団の女首領。

## 新兵器
万能かぎ

## 舞台
- 東京都（杉並・荒川）

## 書誌情報
- 大日本雄弁会講談社：『大金塊』1940年[1]
- 講談社：江戸川乱歩推理文庫 第43巻『超人ニコラ／大金塊』1988年
- 光文社：江戸川乱歩全集 第13巻『地獄の道化師』2005年
- ポプラ社：少年探偵５『大金塊』[2]1965年
- ポプラ社：文庫　少年探偵　第68巻『大金塊』 1988年
- ポプラ社：新装版　少年探偵４『大金塊』　1998年
- ポプラ社：文庫（新装版）　第4巻『大金塊』　2005年
- ポプラ社：文庫クラシック　第4巻『大金塊』　2009年